# گورستان داراب
گورستان داراب مربوط به سده‌های میانه دوران‌های تاریخی پس از اسلام است و در شهرستان دالاهو، بخش مرکزی، دهستان بان زرده، روستای داراب واقع شده و این اثر در تاریخ ۷ خرداد ۱۳۸۷ با شمارهٔ ثبت ۲۲۸۰۲ به‌عنوان یکی از آثار ملی ایران به ثبت رسیده است.